# 神田暁一郎
神田 暁一郎（かんだ ぎょういちろう）は、日本のライトノベル作家である。

## 概要
愛知県名古屋市出身。少年時代は漫画しか読んでおらず、小説は全くといっていいほど読んでいなかったという。友人からうえお久光の『悪魔のミカタ』を勧められたことから小説にハマり、高校3年生の時には自分でも小説の執筆を始めた。
第13回GA文庫大賞で『かげひなたになる』が大賞を受賞し、後に『ただ制服を着てるだけ』へ改題され書籍化された。
ヒューマンドラマ系の映画が好きだと話しており、好きな映画として『フォレスト・ガンプ』や『恋愛小説家』などを挙げている。
また、憧れている作家として白鳥士郎などの名前を挙げている。

## 作品一覧
- 『ただ制服を着てるだけ』（イラスト: 40原、GA文庫〈SBクリエイティブ〉、既刊2巻）[3]